# Sthenelais haddoni
Sthenelais haddoni är en ringmaskart som beskrevs av McIntosh 1897. Sthenelais haddoni ingår i släktet Sthenelais och familjen Sigalionidae. Inga underarter finns listade i Catalogue of Life.